# Kosmos 186 und 188
| Missionsdaten                                                                                              |                           |                           |
| Mission | Kosmos 186                | Kosmos 188                |
| NSSDC ID:                                                                                                  | 1967-105A                 | 1967-107A                 |
| Raumschiff:                                                                                                | GRAU-Index 11F615         | GRAU-Index 11F615         |
| Raumschiff:                                                                                                | Sojus 7K-OK(A)            | Sojus 7K-OK(P)            |
| Raumschiff:                                                                                                | Seriennummer 6            | Seriennummer 5            |
| Masse: | 6530 kg                   | 6530 kg                   |
| Trägerrakete:                                                                                              | Sojus (GRAU-Index 11A511) | Sojus (GRAU-Index 11A511) |
| Start: | 27. Oktober 1967 09:30 UT | 30. Oktober 1967 08:09 UT |
| Startplatz:                                                                                                | Baikonur 31/6             | Baikonur 1/5              |
| Landung:                                                                                                   | 31. Oktober 1967 08:20 UT | 2. November 1967 09:10 UT |
| Flugdauer:                                                                                                 | 3d, 22h, 50 min           | 3d, 01h, 01 min           |
| Besatzung:                                                                                                 | unbemannt                 | unbemannt                 |
| Bahndaten (1. Umlauf)                                                                                      |                           |                           |
| Umlaufzeit:                                                                                                | 88,6 min                  | 88,7 min                  |
| Bahnneigung:                                                                                               | 51,6°                     | 51,7°                     |
| Apogäum:                                                                                                   | 212 km                    | 247 km                    |
| Perigäum:                                                                                                  | 172 km                    | 180 km                    |
| ◄ Vorher / nachher ►                                                                                       |                           |                           |
| \| Sojus 1 (bemannt) \| Kosmos 212 (unbemannt) \| \| Nachfolgende bemannte Mission: \| \| \| \| Sojus 3 \| |                           |                           |
| Sojus 1 (bemannt)                                                                                          | Kosmos 212 (unbemannt)    |                           |
| Nachfolgende bemannte Mission:                                                                             |                           |                           |
| | Sojus 3                   |                           |

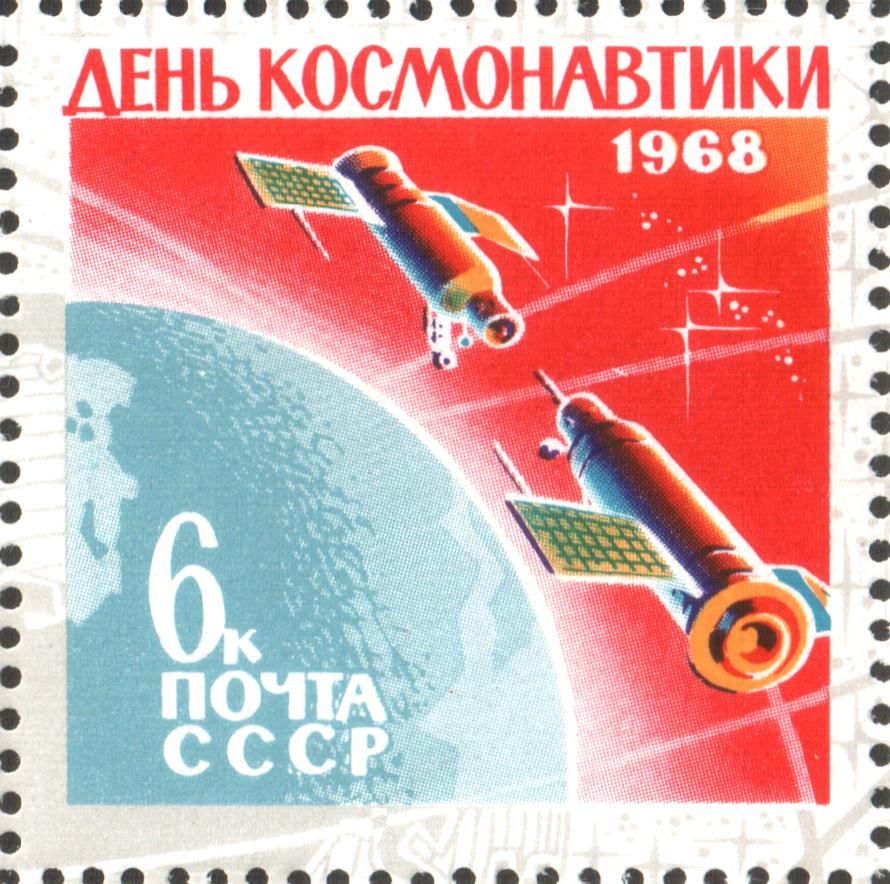
Kopplungsmanöver von Kosmos 186 und 188, sowjetische Briefmarke von 1968

Kosmos 186 und Kosmos 188 waren zwei unbemannte Sojus-Raumschiffe, die am 30. Oktober 1967 die erste automatische Kopplung der Raumfahrtgeschichte durchführten.

## Vorbereitung
Der erste bemannte Flug eines Sojus-Raumschiffes hatte im April 1967 zu einer Katastrophe geführt. Sojus 1 wies so viele Mängel auf, dass die Mission abgebrochen werden musste. Bei der Landung versagten die Fallschirme und der Kosmonaut Wladimir Komarow fand den Tod. Danach wurden Konstruktionsänderungen am Sojus-Raumschiff vorgenommen. Um nicht wieder Leben zu gefährden, sollte ein unbemannter Testflug die Zuverlässigkeit des Raumschifftyps beweisen. Zwei unbemannte Sojus-Raumschiffe sollten ein Rendezvous in der Erdumlaufbahn durchführen und eventuell auch ankoppeln. Auch die Landung war ein wichtiger Teil der Mission, denn Lageregelung und Fallschirme hatten bisher größere Probleme bereitet.
Eines der beiden vorgesehenen Raumschiffe, das mit der Seriennummer 5, war zuvor für den bemannten Raumflug Sojus 2A im April 1967 vorgesehen, kam dann aber aufgrund der Probleme von Sojus 1 nicht zum Einsatz.
Der Flug fand während der Feierlichkeiten zum 50. Jahrestag der Oktoberrevolution statt. Ursprünglich war zu diesem Jubiläum ein bemannter Mondflug vorgesehen, doch Probleme mit dem Sojus-Raumschiff und der Proton-Rakete hatten zu immer größeren Verzögerungen geführt.

## Start
Kosmos 186 startete am 27. Oktober um 09:30 UT von der Startrampe 1 des Kosmodroms Baikonur. Zwei Tage später wurde die Umlaufbahn leicht angehoben. Drei Tage später, am 30. Oktober 1967 um 08:12 UT folgte Kosmos 188. Nach Erreichen der Erdumlaufbahn befanden sich die beiden Raumschiffe in 24 Kilometern Abstand voneinander.

## Kopplung
Kosmos 186 verfügte über das Igla-System, das ein automatisches Annähern und Koppeln ermöglichen sollte. Da die Bodenstationen auf das Gebiet der Sowjetunion beschränkt waren, konnten die Raumschiffe nicht ferngesteuert werden. Beim ersten Versuch war Kosmos 186, welches beim Docking die aktive Rolle übernahm, noch in einem Abstand von 900 Metern vorbeigeflogen, der zweite Versuch führte zum Erfolg. Die Kopplung erfolgte um 09:20 UT über dem Südatlantik außerhalb der Reichweite der sowjetischen Bodenstationen. Durch eine seitliche Bewegung der Raumschiffe in der letzten Phase der Annäherung rastete der Koppelmechanismus nicht völlig ein. Dadurch war die Kopplung nicht vollständig, so dass die Raumschiffe zwar mechanisch, aber nicht elektrisch verbunden waren.
Kosmos 186 hatte die Triebwerke während des Rendezvous 28 Mal gezündet und mit einer Brenndauer von 200 Sekunden wesentlich mehr Treibstoff als vorgesehen verbraucht.
Gegen 12:50 UT wurden die beiden Raumschiffe wieder entkoppelt. Da dies über der Sowjetunion geschah und eine Fernsehkamera an Bord installiert war, konnte die Flugleitung das Manöver live miterleben.

## Landung
Kosmos 186 landete am 31. Oktober um 08:20 UT. Allerdings gab es (wie bei Sojus 1) Probleme mit der Lageregelung, wodurch sehr hohe Verzögerungen (7 bis 8 g, statt 3 bis 4 g) auftraten.
Die Bremsraketen von Kosmos 188 wurden am 1. November um 07:03 UT gezündet. Auch bei diesem Wiedereintritt war die Lageregelung ungenau, wodurch das Raumschiff stark vom Kurs abwich. Gegen 07:30 wurde Kosmos 188 über Sibirien gesprengt. Dennoch gaben die sowjetischen Medien bekannt, man habe die Landekapsel geborgen.

## Auswirkungen auf das Sojus-Programm
Die Mission stellte unter Beweis, dass es möglich ist, Raumschiffe vollautomatisch einander anzunähern und zu koppeln. Auf diese Weise wäre es zukünftig auch machbar, große Nutzlasten in kleineren Teilen in den Orbit zu bringen und erst in der Erdumlaufbahn zu montieren. Dadurch könnte auf Großraketen verzichtet werden. Bei dieser Doppelmission traten allerdings auch drei größere Probleme auf: der erhöhte Treibstoffverbrauch, die unvollständige Kopplung und die schlechte Ausrichtung vor dem Wiedereintritt.
Die Leitung der sowjetischen Raumfahrt plante daraufhin einen weiteren unbemannten Doppelstart im April 1968 mit Kosmos 212 und 213, bevor man sich im Mai oder Juni an einen bemannten Flug eines Sojusraumschiffs wagen wollte.
Der Flugbetrieb des amerikanischen Apollo-Programms war nach der Katastrophe von Apollo 1 im Januar 1967 immer noch unterbrochen. Erst am 9. November 1967 erfolgte mit Apollo 4 der nächste unbemannte Start.